# MediaPortal
MediaPortal es un software de Centro Multimedia de código abierto que actúa como interfaz para Grabador de Video Personal (PVR), vídeo, imágenes, música y muchas más funcionalidades. Dado que es una aplicación basada en Microsoft Windows, MediaPortal es único comparado con los muchos programas de centro multimedia open source que el mundo de Linux posee, tales como Kodi, MythTV, Freevo, VDR, GeeXboX, etc.
MediaPortal permite a un computador realizar muchas tareas relacionadas con el ocio, tales como grabar, pausar, y rebobinar televisión en directo, análogamente a como un PVR como TiVo. Otra funcionalidad incluye visualizar vídeo, escuchar música con listas de reproducción dinámicas basadas en la red social musical Last.fm, arrancar y jugar videojuegos, grabar vídeo en directo y navegar por colecciones de imágenes. MediaPortal soporta un sistema de plugin y un motor de skin permitiendo al software base ser extendido para realizar cualquier funcionalidad que desee el usuario.

## Características
- Interfaz Gráfica de Usuario Direct X
- Video Mixing Renderer 9
- Soporte para Transmisión de Video Digital Avanzada (Common Interface, DVB radio, DVB EPG etc..)
- Skins
- Tiempo atmosférico, lector RSS y Wikipedia empotrados...
- Plugins